# Karta Dużej Rodziny
Karta Dużej Rodziny (KDR) – program promujący politykę prorodzinną, a zarazem nazwa dokumentu identyfikującego członka rodziny wielodzietnej i poświadczający jego prawo do uprawnień ustalonych w Ustawie z dnia 5 grudnia 2014 r. o Karcie Dużej Rodziny lub przyznanych na podstawie przepisów odrębnych.

## Ogólnopolska Karta Dużej Rodziny
Ogólnopolski program wspierający rodziny wielodzietne wszedł w życie 16 czerwca 2014 roku na podstawie rozporządzenia Rady Ministrów z 27 maja 2014 roku w sprawie szczegółowych warunków realizacji rządowego programu dla rodzin wielodzietnych. Od 1 stycznia 2015 roku program jest realizowany na podstawie Ustawy z dnia 5 grudnia 2014 r. o Karcie Dużej Rodziny.

### Ustawowe zniżki ogólnopolskiej Karty Dużej Rodziny
- zniżki na przejazdy kolejowe — 37% na bilety jednorazowe oraz 49% na bilety miesięczne — ojciec, matka, macocha i ojczym,
- 50% ulgi opłaty za paszport — ojciec, matka, macocha i ojczym,
- 75% ulgi opłaty za paszport — dzieci,
- oraz wiele innych zniżek, które oferują różne instytucje państwowe oraz firmy prywatne.

Od 1 stycznia 2019 roku Kartę Dużej Rodziny mogą uzyskać również rodzice, którzy kiedykolwiek mieli na utrzymaniu co najmniej troje dzieci.

### Aplikacja na komórkę mKDR
Od 1 stycznia 2018 roku Karta Dużej Rodziny jest już dostępna w dwóch formach: tradycyjnej plastikowej karty oraz w formie elektronicznej w postaci aplikacji mobilnej mKDR na urządzeniach mobilnych. Ministerstwo Rodziny, Pracy i Polityki Społecznej opracowało we współpracy z Polską Wytwórnią Papierów Wartościowych S.A. aplikację mKDR, w której można aktywować swoją Kartę Dużej Rodziny. Aby aktywować aplikację, konieczne jest złożenie wniosku we właściwym ze względu na miejsce zamieszkania urzędzie miasta lub gminy albo w formie elektronicznej przez internet (https://empatia.mpips.gov.pl) – i to niezależnie od faktu uzyskania uprzednio plastikowej karty.
Jako rodzic można także mieć dostęp do kart całej swojej rodziny. Z mobilnej karty możesz korzystać we wszystkich miejscach honorujących kartę plastikową.

## Samorządowe karty dużej rodziny

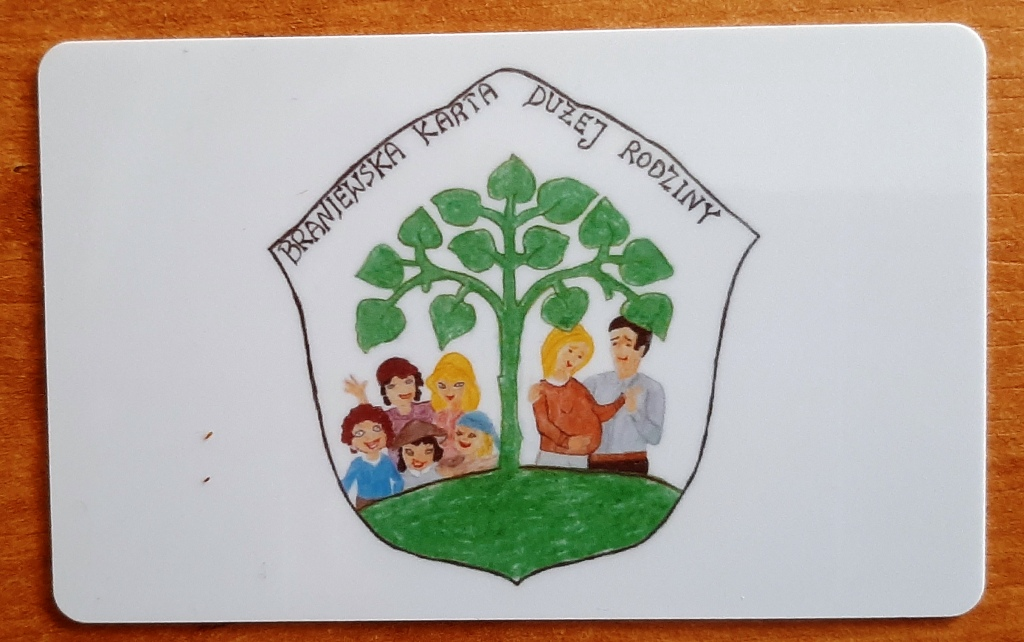
Braniewska Karta Dużej Rodziny KDR rewers

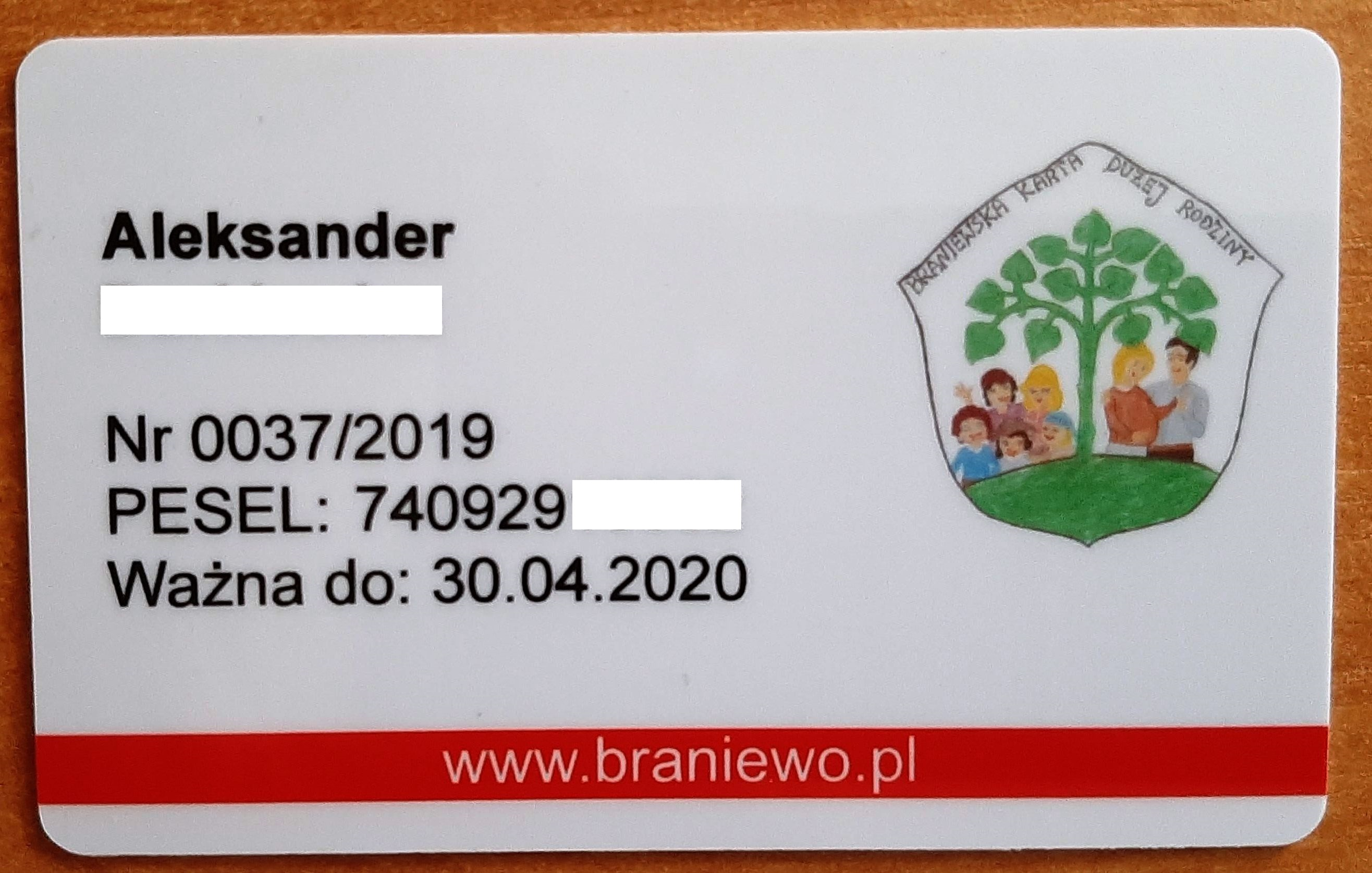
Braniewska Karta Dużej Rodziny KDR awers

Oprócz ogólnopolskiej Karty Dużej Rodziny samorządy lokalne – rada gminy, rada powiatu oraz sejmik województwa – mogą uchwalić samorządowy program przyznający uprawnienia członkom rodzin wielodzietnych (art. 27 ustawy o KDR). Lokalne karty dużej rodziny to programy tworzone przez jednostki samorządowe i wspierane przez prywatnych przedsiębiorców. Samorządy pozyskują do udziału w tym programie instytucje komercyjne (sklepy, biura, warsztaty itp.), które oferują swoje usługi i towary wielodzietnym rodzinom na korzystnych warunkach (np. zniżki, ulgi). Warunki przystąpienia danej firmy do programu są ustalane indywidualnie na podstawie zawartych przez samorządy porozumień i umów.
Pomysł stworzenia lokalnej Karty Dużej Rodziny jako pierwszy wprowadzono we Wrocławiu, gdzie w marcu 2005, a więc na 10 lat przed Kartą Dużej Rodziny, uruchomiono program pod nazwą „Dwa plus trzy i jeszcze więcej”, oferujący rodzinom, między innymi, zniżki komunikacyjne w weekendy. W 2008 roku podobną lokalną kartę wprowadził Grodzisk Mazowiecki, przyznający ulgi rodzinom z czworgiem dzieci. W kolejnych latach programy wspierania rodzin wielodzietnych wprowadzane były w innych gminach. Wyróżniły się działania w roku 2012: wprowadzono wtedy ponad 20 lokalnych kart dużej rodziny.
Ze względu na podmiot realizujący oraz zasięg terytorialny można wyróżnić karty:
- samorządu szczebla podstawowego (gminnego, miejskiego i powiatowego),
- samorządu regionalnego (województwa).

Zdecydowana większość programów to inicjatywa gmin i miast.